# Yves Romestan
Yves Romestan, né le 21 février 1955 à Montpellier, est un entrepreneur franco-britannique. Il a fait carrière en tant que directeur de communication en France et à l'international pour de grandes entreprises comme Total, le CEA, le Groupe Banques Populaires, Lafarge, Brandt, Bouygues et Walgreens Boots Alliance.
Yves Romestan a créé en 2019 le groupe franco-britannique YRSA qui comporte une société de communication, une société immobilière et un pôle presse.
Il est également professeur d'économie à l’Institut européen des affaires (IAE) et conseiller pour des startups, des dirigeants et personnalités.

## Formation
Yves Romestan est diplômé de l’Institut d’études politiques de Paris en 1977 et licencié en droit public de l'université Panthéon-Sorbonne en 1979.

## Carrière
Yves Romestan commence sa carrière dans le Groupe Total ou il occupe plusieurs postes de 1979 à 1990 dont celui de chef relations presse. Après 11 ans, il est nommé Chef du Service Information-Presse du commissariat à l'Énergie atomique.
En 1992 il est recruté par le Groupe Banques populaires pour assurer la communication externe du groupe. Il s'occupe notamment de la publicité, des relations publiques et de la communication financière.
Il rejoint le groupe Lafarge en 1993 en tant que directeur des relations extérieures. Il y tient un rôle important lors de l'acquisition de Redland plc (en) en 1997.
En 1998 Romestan devient directeur de la communication du groupe Brandt, puis il rejoint le groupe Bouygues en 2000 pour occuper le même poste au sein de Bouygues Construction. Il est chargé de développer et promouvoir l’image de l’entreprise.

### Walgreens Boots Alliance
En 2003, Romestan est recruté par Alliance UniChem (en), troisième groupe européen de répartition pharmaceutique, et s’établit en Grande-Bretagne. En tant que Directeur de la Communication, il est chargé de concevoir et mettre en œuvre une stratégie de communication à l’échelle européenne ainsi qu’une stratégie de marques,.
En 2006, il participe à la fusion d’Alliance UniChem avec Boots qui donnera naissance à Alliance Boots, première multinationale pharmaceutique européenne, basée en Suisse. Romestan est alors responsable de la création de la nouvelle identité de la société. En 2006 et 2007, il crée la direction marketing au sein de la division Alliance Healthcare. Il est promu directeur de la communication du nouveau groupe en 2008. Il supervise également les relations médias, les communications interne, externe et commerciales de toutes les entreprises, divisions et filiales d’Alliance Boots,.
En 2014 Alliance Boots et la chaîne pharmaceutique américaine Walgreens fusionnent en Walgreens Boots Alliance, qui devient le premier groupe mondial de distribution de santé. Romestan est nommé senior vice president, communications and international affairs. Il est responsable de la communication
du nouveau groupe et partage sa vie entre la Grande-Bretagne et les États-Unis.

### Agence de communication
Après avoir passé 15 ans à l'étranger, il rejoint en décembre 2017 l'agence ComCorp, où il occupe le poste de vice-président exécutif, supervise le secteur médias et opinion, tout en développant la présence internationale de l’agence.
En 2019, Yves Romestan crée la société franco-britannique YRSA basé à Paris, Londres et Nice-Monaco. La société comporte une agence de communication, une agence immobilière et un pôle presse. Pendant la pandémie de Covid-19, YRSA a développé une plateforme de click & collect pour les petits commerçants et mené une campagne en faveur de la vaccination.

## Vie privée
Romestan est marié à Angelina, médecin généraliste, et a trois enfants (Vanina, Laetitia et Alexandre).
Professeur d’économie à l’Institut européen des affaires, Yves Romestan a la double nationalité française et britannique.
Ses points de vue sont régulièrement repris dans la presse, notamment dans Le Figaro et Les Echos,